# (3724) Annenskij
(3724) Annenskij es un asteroide que forma parte del cinturón de asteroides y fue descubierto por Liudmila Vasílievna Zhuravliova desde el Observatorio Astrofísico de Crimea, en Naúchni, el 23 de diciembre de 1979.

## Designación y nombre
Annenskij se designó al principio como 1979 YN8.
Más adelante, en 1993, fue nombrado en honor del escritor ruso Innokienti Ánnienski (1855-1899).

## Características orbitales
Annenskij está situado a una distancia media de 2,764 ua del Sol, pudiendo acercarse hasta 2,307 ua y alejarse hasta 3,221 ua. Tiene una excentricidad de 0,1654 y una inclinación orbital de 7,735 grados. Emplea 1679 días en completar una órbita alrededor del Sol.

## Características físicas
La magnitud absoluta de Annenskij es 11,6. Tiene un diámetro de 14,15 km y un periodo de rotación de 3,974 horas. Su albedo se estima en 0,2022.